# Portalligues

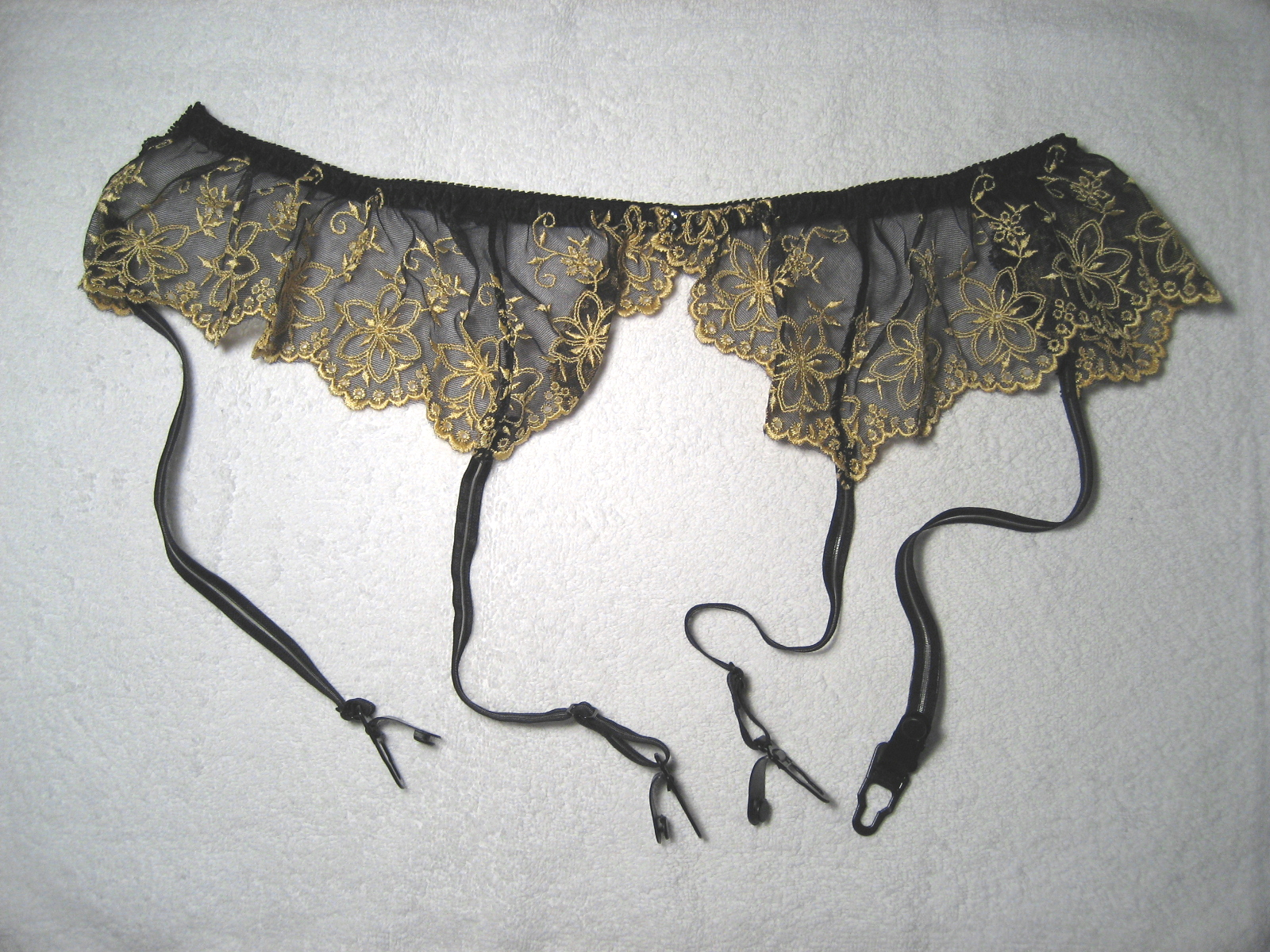
Portalligues de randa amb quatre lligues i les marcel·les corresponents

El portalligues o portalligacama és una peça de roba interior femenina que serveix per a subjectar les mitges; consta d'una mena de cinturó d'on pengen diverses vetes elàstiques (anomenades lligacames, com les lligues tradicionals), usualment de dues a quatre per cama (una o dues d'anteriors i una o dues de posteriors), cadascuna de les quals s'acaba per una subjecció (marcel·la) que es pinça a les mitges.
El català portalligacama equival a l'anglès suspender belt (garter belt als EUA), esp. liguero, fr. porte-jarretelles, it. reggicalze, port. cinta de ligas, etc.
Alguns models de faixa i de cotilla duen portalligues incorporat, és a dir, en pengen els lligacames corresponents (faixa cotilla, faixa combinació).
El portalligues va aparèixer als anys 10 del segle xx, conegué un gran auge als anys 20 i a l'alçada de 1930 ja havia arraconat les tradicionals lligacames (mena de cintes al voltant de la cama). En el moment d'aparèixer, el portalligues va ser molt pràctic i útil, ja que aportava comoditat, així com la seguretat que les mitges no s'arrugaven ni, pitjor, queien als peus, en una època en què encara no existien els elàstics ni els teixits expansibles o adaptables (com la licra, per exemple). Cal tenir en compte, a més, que als anys vint els vestits i faldilles van començar a portar-se més curts, amb la qual cosa les mitges havien de ser més altes que sota el genoll (on sí que era fàcil subjectar una mitja amb lligacama), i en un moment social en què les dones demanaven més comoditat i llibertat vestimentària.
Com que les calces de l'època eren bastant grans, l'ús habitual era dur-les per damunt del portalligues, la qual cosa afegia, encara, un punt més de morbositat a una peça que ja de bon principi era percebuda com a sexi i elegant de mena. Avui dia, el portalligues, quan es duu, es col·loca usualment per damunt de les calces, ateses les reduïdes dimensions de les actuals.
Aviat es van començar a veure públicament portalligues en espectacles amb dones seminues, típics als cabarets que feien furor en l'època d'entreguerres, la qual cosa contribuí a reforçar i divulgar aquesta imatge sexi de la peça que ha perdurat fins als nostres dies, amb mites arquetípics com Marlene Dietrich a L'Àngel Blau.
El portalligues desaparegué de l'ús quotidià a mitjans dels anys seixanta, conjuntament amb les mitges, en ésser desplaçades aquestes pels pantis. Actualment el portalligues no és una peça necessària. Primer, perquè habitualment es duen pantis en comptes de mitges; i segonament perquè les mitges d'avui, en la mesura que s'usen, sovint són de teixit elàstic i, a més, tenen una banda ampla, elàstica i antilliscant a la part superior, decorada sovint amb puntes, de manera que no els calen suports. Tanmateix, de vegades s'usen mitges en combinació amb portalligues com a accessori decoratiu i/o com a part del joc eròtic, atès que es tracta d'un fetitxe sexual per a molts homes i d'un símbol potent de feminitat.
Avui dia els portalligues se solen vendre a conjunt amb altres peces de roba interior, en especial amb les calces o tanga, sostenidors o, de vegades, samarretes interiors i cotilles.
La forma "lliguer", que se sent a voltes, és un castellanisme cru (calc de liguero); en català, un lliguer és un 'membre d'una lliga', no pas un 'portalligacama'.